# Salpinga maguirei
Salpinga maguirei är en tvåhjärtbladig växtart som beskrevs av Henry Allan Gleason. Salpinga maguirei ingår i släktet Salpinga och familjen Melastomataceae. Inga underarter finns listade i Catalogue of Life.